# 弗農 (紐約州)
弗農（英語：Vernon）是一個位於美國紐約州奧奈達縣的鎮。

## 人口
根據2020年美國人口普查的數據，弗農的面積為98.00平方千米，當中陸地面積為97.97平方千米，而水域面積為0.03平方千米。當地共有人口8318人，而人口密度為每平方千米85人。